# Soseono
So Seo-no (en alfabeto hangul: 소서노 hanja: 召西奴) fue la esposa y primera reina de Dongmyeong de Goguryeo. Es una figura de importancia como fundadora de dos de los tres reinos: Goguryeo y Baekje. 

## Establecimiento de dos reinos
El libro clásico coreano, Samguk Sagi dice en la sección de los anales de Baekje que Soseono fue hija de Yeon ta-bal, un comerciante de gran riqueza en Jolbon (Jolbon fue una de tres ciudades que tuvo su apogeo en los primeros días de Goguryeo) y se casó con Jumong. Jumong y Soseono tuvieron dos hijos: Biryu y Onjo. No obstante, el primer hijo de Jumong, Yuri regresó al palacio de Goguryeo con su madre, Ye so-ya, donde presumiblemente murieron años después. Como los dos hijos de Soseono no pudieron coronarse como reyes de Goguryeo, Soseono partió al sur de Corea con sus hijos, y su hijo, Onjo fundó Baekje.

## Fallecimiento
Se dice que Soseono pudo apoyar a Jumong en los comienzos de Goguryeo y también a sus hijos en el sur de Corea. Aunque su primer hijo, Biryu murió, Onjo pudo mostrar su fuerza en Wiryeseong, actualmente Seúl. Soseono murió a la edad de 61.